# Gregori Ferrer i Olagorta
Gregori Ferrer i Olagorta (Barcelona, 2 de març del 1981) és un músic polifacètic català. És compositor, arranjador, concertista i docent.
Va estudiar al Conservatori Superior de Barcelona, a l'Escola Superior de Música de Catalunya i al Mozarteum de Salzburg. Ha fet concerts tocant el piano, l'acordió i el clavicèmbal en solitari i amb diverses formacions per escenaris d'arreu del país i a l'estranger. També ha col·laborat amb nombrosos solistes i formacions com l'Orquestra Simfònica de Barcelona i Nacional de Catalunya, el Quartet Brossa, l'Orquestra Simfònica del Vallès, Vespres d'Arnadí, els cantants María Hinojosa i Xavier Sabata o el violinista txec Ivan Zenaty.
Fora de la música clàssica, ha treballat com a acordionista i pianista amb altres grups i artistes, com ara Maria del Mar Bonet, els Amics de les Arts, Miquel Gil, Astrud o Sílvia Pérez Cruz, entre d'altres. També ha participat en projectes teatrals al Teatre Nacional de Catalunya i ha col·laborat en l'enregistrament de més d'una desena de discos. És membre fundador del grup de música tradicional del món Amanida Folk, amb el qual ha actuat a diferents festivals d'Espanya, França i Portugal.